# الثورة السودانية
الثورة السودانية أو ثورة 19 ديسمبر أو ثورة ديسمبر المجيدة هي سلسلة من الاحتجاجات السودانية التي اندلعت يوم 19 ديسمبر/كانون الأول من عام 2018 في بعض المدن السودانيّة بسببِ ارتفاع الأسعار وغلاء المعيشة وتدهور حال البلد على كلّ المستويات بدعوة من تجمع المهنيين السودانيين وغيره من القوى اليسارية والشيوعية.
بدأت الاحتجاجات وينينيرداً على تردي الأوضاع الاقتصادية وغلاء أسعار المعيشة وتفشي الفساد الحكومي واستمرار الحرب في الأقاليم في مدينتي الروصيرص جنوب البلاد وسنار في وسطها وازدادت حدتها في مدينتي بورتسودان شرق البلاد وعطبرة شمالها والقضارف في الشرق ثم امتدت في اليوم التالي 20 ديسمبر/كانون الأول إلى مدن أخرى من بينها العاصِمة الخرطوم قبلَ أن تتجدّد يومي الجمعة والسبت خصوصًا في الخرطوم وأم درمان والأبَيض في ولاية شمال كردفان. شهدت هذه الاحتجاجات السلميّة رد فعل عنيف من قِبل السلطات التي استعملت مُختلف أنواع الأسلحة في تفريقِ المتظاهرين بما في ذلك الغاز المسيل للدموع، والرصاص المطاطي بل شهدت بعض المدن استعمالًا واضحًا للرصاص الحيّ من قبل قوات الأمن السودانية  مما تسبب في سقوط عشرات القتلى والجرحى في صفوف المتظاهرين.
في 11 أبريل 2019، أعلن الجيش خلع الرئيس عمر البشير عن السلطة وبدء مرحلة انتقالية لمدة عامين تنتهي بإقامة انتخابات لنقل السلطة.

## التسلسل الزمني

### الشهر الأول
بدأت الاحتجاجات بشكلٍ عفوي حينمَا تجمّع المئات من المواطنين السودانيين للتنديد بارتفاع أسعار المواد الأساسية في البلاد، وانخفاض قيمة العملة السودانية، وندرة الكثير من السلع في بعض المدن من بينها الخرطوم. بعدَ ساعات قليلة فقط من اندلاعها؛ طوّقت عناصر الأمن المتظاهرين وحاولوا منعهم من الوصول لبعض «المناطق الحسّاسة» في البلاد ثمّ سرعان ما تحوّلت المظاهرات إلى أعمال عنف وشغب شَهِدت حرقَ المتظاهرين لمكاتب حزب الرئيس عمر البشير مطالبين بإنهاء حكمه وهو الذي يتولى السلطة في البلاد منذ عام 1989 إبّان انقلاب عسكري قامَ به.
في البداية استخدمت الشرطة الغاز المسيل للدموع لتفريق المتظاهرين فيما شهدت بعض المناطق استعمالًا للذخيرة الحيّة مما تسبب في وقوعِ عددٍ من الجرحى وسطَ أنباء عن سقوط عددٍ منَ القتلى أيضًا دون بيانات رسمية أو شيء من هذا القبيل. وسطَ دعوات شبابيّة للانضمام للحراك الشعبي ضدّ النظام الحاكم، انضمّت بعض مدن السودان في اليوم الثاني حيثُ خرج ساكنيها – وقد قُدّر عددهم بالمئات – وسطَ الشوارع للتنديد بما قامت وتقومُ به الحكومة فهي التي أقدمت على زيادة أسعار الخبز ليصل سعر الرغيف من جنيه واحد إلى ثلاثة جنيهات فيما اتهمها آخرون بإعطاء الصلاحيّة للجيش بضرب المتظاهرين والاعتداء عليهم.
كانت الاحتجاجات في الأسبوع الثاني عنيفة نوعًا ما حيثُ شهدت حرقَ المتظاهرين لبعض السيارات كما شهدت بعض أعمال العنف والشغب فيما ردّت الشرطة وقوات مكافحة الشغب مُجددًا بالرصاص المطاطي والحيّ وكذا الغاز المسيل للدموع في سيناريو مشابه تقريبًا لأحداث الأسبوع الأول مع فرق سعة التظاهرات وعدد المشاركين. تصاعدت وتيرة الاحتجاجات في ظلّ تعنت السلطات في الاستجابة لمطالب المتظاهرين؛ بل عملت على مواجهتهم وتفريقهم بالقوّة مُستعملة في ذلك مُختلف الأسلحة وبخاصة الهراوي والغاز المسيل للدموع. تركّزت الاحتجاجات هذه المرة في عطبرة، أم درمان وشمال كردفان. حسبَ بعض التقارير الإخباريّة فقد قتلت الشرطة متظاهرًا واحدًا على الأقل في مدينة عطبرة.
في ظل تزايد الاحتجاجات وشموليتها؛ علّقت السلطات الدراسة في كل الجامعات وكذلك مرحلتي الأساس والثانوية بولاية الخرطوم لأجل غير مسمى فيما أعلنت حالة الطوارئ وفرض حظر التجوال من السادسة مساءًا وحتى السادسة صباحًا في بعض الولايات. من جهة أخرى؛ خرجَ مئات الأشخاص في مدينة ربك عاصمة ولاية النيل الأبيض ورددوا شعارات منددة بسياسات الحكومة فيما ردّد آخرون الشعار الشهير الذي برزَ في مطلع العام 2011 إبّان ثورات الربيع العربي: الشعب يريد إسقاط النظام. في المُقابل أضرمَ عددٌ من الشبان الغاضِبين النيران في مجموعة من المؤسسات الحكومية والخاصة من بينها مقر حزب المؤتمر الوطني الحاكم.
على النّقيض من ذلك؛ وفي ظل موجة الغليان التي تجتاحُ بعض المواطنين السودانيين برزَ الناطق الرسمي باسم الحكومة بشارة جمعة في تصريحٍ قالَ فيه: «إن المظاهرات السلمية انحرفت عن مسارها وتحولت بفعل المندسين إلى نشاط تخريبي استهدف المؤسسات والممتلكات العامة والخاصة بالحرق والتدمير وحرق بعض مقار الشرطة.» كما أضاف: «تعاملت قوات الشرطة والأمن بصورة حضارية مع المحتجين دون اعتراضهم.» إلّا أنّ بعضَ المصادر الصحفيّة – بما في ذلك قناة بي بي سي عربية – قد أشارت لمقتل ثمانية أشخاص على الأقل منذ بداية التظاهرات قبلَ ثلاث أيام.
تواصلت الاحتجاجات للأسبوع الرابع على التوالي وقد عمّت هذه المرة عددًا أكبر من المدن مقارنةً بالأسابيع الثلاث السابقة. تميّز هذا الأسبوع هو الآخر بشدّة الاشتباكات بينَ المتظاهرين من جهة وبين قوات الأمن من جهة ثانية. في السياق ذاته؛ أشارت بعض المصادر الصحفيّة في تقاريرها على أنّ الجيش قد قتلَ ما لا يقل عن عشرة مُحتجين في مُقابل إحراقهم لمقر الحِزب الحاكم في مجموعة من المدن وبخاصّة في الرهد.
ردّت الحكومة على كل هذا من خِلال اعتقالها لعددٍ من قادة المعارضة في أم درمان كما قتلت خمسة أشخاص على الأقل في يومٍ واحد حسب تصريحات مدير جهاز الأمن السوداني صلاح قوش الذي ألقى باللوم على «متمردين تربطهم صلات بإسرائيل» وهي ذات اللومة التي ألقى بها النظام السوري على ثوار مدينة حلب خلال بدايات الثورة. على الجِهة المقابلة؛ كشفَ رئيس حزب الأمة القومي المعارض الصادق المهدي في مؤتمر صحفي إن عدد القتلى وصل إلى 22 كما اعتبرَ «التحركات السلمية مشروعة قانونيًا، ومبررة بواقع تردي الأوضاع المعيشية» كما أدان القمع المسلح الذي تنتهجهُ القوى الأمنية في مواجهة الشعبِ الثائر.

### الشهر الثاني
تواصلت الاحتجاجات للشهر الثاني على التوالي في ظل تعنت النظام في الاستماع لمطالب المُحتجين وعدم تلبية رغباتهم. تزامنًا معَ ذلك؛ برزَ تجمع المهنيين السودانيين الذي عملَ على تنظيم التظاهرات وتنسيقها والدعوة لها عبر صفحته في الفيس بوك بنشر بيانات ثورية وجداول لأماكن ومواقيت التظاهرات. في المُقابل؛ تواصلَ تدخل الشرطة وباقي الأفرع الأمنيّة وذلكَ بهدفِ منع المسيرات وقمعها خاصّة تلكَ المتوجهة نحو البرلمان والتي تُطالب بشكلٍ صريح ومباشر بتنحي البشير ونظامه عن الرئاسة.
شهدت بعضُ الأيّام احتجاجات ضخمة تركزت في بعض المدن بما في ذلك الخرطوم وأم درمان فيما ردّت قوات الأمن بالغاز المُسيل للدموع والرصاص المطاطي والحيّ أحيانًا. أظهرت بعض الفيديوهات التي تناقلها نشطاء على مُختلف مواقع التواصل الاجتماعي دهس سيارات تابعة للنظام السوداني للمحتجين مما تسبّب في سقوط قتلى وجرحى كما لوحظَ انتشار كثيف لقوات الأمن بزيّها غير الرسمي والتي تتخفى وسط الثوار بهدفِ إلقاء القبض عليهم في الوقتِ المُناسب.
اشتدّت الاحتجاجات في الأسبوع الثالث من الشهر الثاني فارتفعت معها وتيرة القمع والعنف الممنهج مما تسبّبت في مقتل طبيب وطفل برصاص قوات الأمن كما فارقَ رجل في الستين من عمره الحياة متأثرًا بإصابته بعيار ناري في مدينة بري. ألقى المحتجون باللومِ على النظام واستغلوا تشييع الجنازات كنقطة بداية لاحتجاجات جديدة ومنسّقة عبروا فيها عن مطلبهم الواضح وهو إسقاط النظام. على الجِهة الأخرى؛ واصلَ البشير – الذي تلقّى دعمًا ضمنيًا من قطر ومصر وتركيا ودول أخرى – تجاهله للمطالب الشعبيّة وأدلى بتصريحاتٍ أكّد فيها على أن السودان محكوم بقرار المواطنين عبر صناديق الاقتراع وأضاف: «انتخابات 2020 ليست ببعيدة ونحن مع خيار الشعب السوداني ليختاروا رئيسهم ونوابهم بانتخابات حرة ... نقول للشباب هذه بلدكم فحافظوا عليها لأنّه لو "ولعت" فلن نبقى لاجئين بل سنموت هنا.»

### الشهر الثالث
كما هو الحال في الشهرين الأول والثاني؛ نزلَ المتظاهرون من جديد للشوارع وواصلوا مطالبة النظام بالاستقالة بل طالبَ آخرون صنّاع القرار بالانسحاب من الحياة السياسيّة بالكامل بسببِ «ردّة فعلهم الهمجيّة» في التعامل مع المطالب المشروعة للشعب السوداني. في السياق ذاته؛ حذرت الولايات المتحدة من أن العنف المفرط الذي تستخدمه قوات الأمن السودانية لقمع الاحتجاجات يمكن أن يهدد المحادثات لشطب الخرطوم من قائمة واشنطن للدول الراعية للإرهاب. ازدادت الأمور تعقيدًا عقبَ فرض النظام السوداني لحالة الطوارئ التي جرى اتباعها بإصدار أربعة مراسيم تفصيلية حظرت إحداها التجمعات والمواكب والتجمهر وتعطيل المرافق العامة، وتَقرّر فرض عقوبات على خارقيها تصل إلى السجن 10 سنوات مع الغرامات الماليّة كما أصدر النائب العام للجمهورية عمر أحمد قرارًا بتأسيس نيابات طوارئ بالخرطوم وبكل الولايات. بالرغمِ من ذلك؛ طلبَ تجمع المهنيين من الشعب السوداني تحدي حالة الطوارئ ومواصلة التظاهر لتحقيق كافّة المطالب.
تميّز هذا الشهرُ بتنظيم تظاهرات واحتجاجات خارجَ حدود السودان حيثُ تجمّع مئات السودانيين المهاجرين في دول أوربية أمام مقر الاتحاد الأوربي في بروكسل للمطالبة بالضغط على نظام عمر البشير لإرغام الأخير على التنحي وذلكَ بعد يوم فقط من بيان للاتحاد قال فيه إنّه يراقب تداعيات الأحداث في البلد عن كثب كما ضمّن في بيانه أنّ «قرارت البشير الأخيرة تؤدي إلى مزيد من تقليص الحريات الأساسية وتقويض الجهد الحالي لحوار سياسي جديد.» من جِهة أخرى واصلت قوات الأمن انتهاكاها لحق المحتجين في التظاهر بشكلٍ سلمي من خلال قمعهم بشتى الطرق بل أظهر فيديو تمّ تداوله على نطاق واسع تعرّض طلاب وطالبات جامعة العلوم الطبية والتكنولوجيا بالخرطوم للاعتداء والضرب مما دفعَ منظمة العفو الدولية للتنديد به بعدما تأكدت من صحته.

### الشهر الرابع
تظاهر مئات الآلاف في السادس من نيسان/أبريل تخليدًا لذكرى انتفاضة 6 أبريل التي أطاحت بحكم الرئيس السوداني الأسبق جعفر نميري متوجهينَ نحو مقر القيادة العامة للقوات المسلحة السودانية وقصر الضيافة مقر إقامة الرئيس عمر البشير. عقدَ المحتجونَ اعتصامًا على مُستوى مقر القيادة فتدخلت قوات الأمن لتفريقهم بالقوّة ما تسبب في مقتل خمسة متظاهرين بالرصاص الحيّ. واصلَ المتظاهرون اعتصامهم المفتوح أمام مقر القيادة العامة مطالبين بتنحي البشير وإسقاط النظام؛ وسطَ توترات حصلت بعدَ تدخل قوات الأمن مُجددًا لتفريق الاعتصام. شهدَ هذا الشهر تحولًا ضمنيًا في موقف الجيش السوداني بعدما اشتبكَ هذا الأخير مع عناصر من الشرطة بالرصاص الحيّ في سبيلِ حماية المُحتجّين مما نجمَ عن مقتل 5 عسكريين.
تطوّرت الأمور بشكلٍ مُتسارع فبعدَ حوالي أسبوع من الاعتصام قُرب مقر القيادة العامة للجيش؛ عقدَ هذا الأخير في صبيحة يوم الخميس الموافق لـ 11 نيسان/أبريل اجتماعًا لم يحضرهُ البشير وسطَ أنباء تحدثت عن إغلاق مطار الخرطوم الدولي وتطويق القصر الرئاسي بالآليات العسكريّة ثمّ بعدَ حوالي 7 ساعات أصدرت القوات المسلحة بيانًا أعلنت فيه اعتقال الرئيس عمر البشير وتشكيل مجلس عسكري انتقالي بقيادة أحمد عوض بن عوف لقيادة البلاد لمدة عامين كما أعلنت فرضَ حالة الطوارئ 3 شهور في البلاد، وَعلّقت العملَ بالدستور الحالي إلى جانبِ حلّ كل من مجلس الوزراء، حكومات الولايات، المجالس التشريعية وكذا حظر التجوال لمدة شهر في عموم البلاد. بالرغمِ من ذلك؛ استمرت الاحتجاجات طيلة اليوم التالي وطالبَ فيها المحتجّون بتنحية المجلس العسكري الانتقالي ككل وسطَ إصرارهِم على تشكيل حكومة انتقاليّة مدنية. في تمام الساعة 23:30 بتوقيت السودان (20:30 حسبَ توقيت غرينتش)؛ أعلن بن عوف تنازله عن رئاسة المجلس الانتقالي وعيّنَ المفتش العام للجيش الفريق أول عبد الفتاح عبد الرحمن البرهان خلفًا له.

### الشهر الخامس
بالرغمِ من عزل البشير واستقالة بن عوف ثمّ صعود البرهان إلا أنّ الاحتجاجات لم تتوقف وظلّ عددٌ كبيرٌ من السودانيين في مقرّ الاعتصام قربَ القيادة العامّة للجيش مُطالبينَ بتشكيلِ مجلس انتقالي مدني يقودُ البلاد في هذهِ الفترة كبديلٍ للمجلس العسكري الذي كان قد شُكّل إبان انقلاب الجيش على عمر البشير. بحلول الـ 24 من نيسان/أبريل تجمهرَ مئات الآلاف من المحتجين في شوارع العاصمة السودانية الخرطوم ثمّ ازدادت كثافةُ المتظاهرينَ بعد وصولِ قطارٍ مُحمّل بعددٍ كبير من السودانيين للمشاركة في الاحتجاجات ومواصلة الضغط على المجلس العسكري من أجلِ تسليم مقاليد السُلطة. وفي تطوّر لافت انضمَ عددٌ منَ القضاةِ إلى الاحتجاجات لأول مرة حيثُ نظموا مسيرة خارج المحكمة العليا وطالبوا بمحاسبة السلطة العسكرية الحاكمة عن المشاكل التي تعاني منها البلاد.
بعدَ اشتداد الاحتجاجات؛ حاولَ المجلس العسكري – الذي يُسيّر البلاد عمليًا في الوقتِ الحالي – عقدَ اجتماعات معَ قادة المحتجين واتفقَ الاثنان على تشكيل لجنة مشتركة مهمتها وضع خارطة طريق لمستقبل البلاد. لكن وبالرغمِ من ذلك؛ لم تلقى هذهِ الدعوة قبولًا كبيرًا في أوساط المُحتجّين ونفس الأمر بالنسبة لتجمع المهنيين فيمَا دعا تحالف الحرية والتغيير والذي يضمّ تحتَ لوائهِ مُختلف التيارات المشاركة في الاحتجاجات دعا الشعب إلى مواصلة المُطالبة بحكومة مدنية مؤكدًا في الوقتِ ذاته على استمرار الاعتصامات من أجل حماية الثورة. من جِهة أخرى؛ وفي يوم الخميس الموافق لـ 25 نيسان/أبريل تجمّع العشرات منَ السودانيين أمام القنصلية المصرية رافعينَ لافتات وشعارات تُطالب الرئيس المصري عبد الفتاح السيسي بعدم التدخل في الشأن السوداني وذلكَ بعدما استضافت القاهِرة قمّة لقادة أفارقة دعوا إلى المزيد من الوقت لنقل السلطة إلى حكومة مدنية.
في الأوّل من أيار/مايو اتهمَ تجمّع المهنيين السودانيين المجلس العسكري بمحاولةِ فض الاعتصام القائم في ساحة القوات المُسلّحة وذلك بعدَ تعثر جولة ثالثة منَ المفاوضات بين المجلس وتحالف قوى الحرية والتغيير لتشكيل مجلس سيادي يقودُ البلاد. هذا الأخيرُ – التحالف – أعلنَ في وقتٍ لاحق من نفس اليوم عن «مليونية السلطة المدنية» والتي تمّت بالفعل في اليومِ الموالي حيثُ توافدَ الآلاف من السودانيين من مُختلف المدن والمناطق إلى وسطِ العاصمة الخرطوم مُطالبينَ بتشكيل مجلس انتقالي تكونُ فيهِ الأغلبيّة للمدنيين. في غضون ذلك؛ توعّدَ نشطاء الحراك ببقاء الاعتصام خلال شهرِ رمضان ما لم يُلبي المجلس العسكري كل متطلباتهم.

### الشهر السادس
تواصلَ اعتصام الشعب السوداني وسطَ العاصِمة الخرطوم على الرغمِ من ارتفاع درجة الحرارة في هذهِ الفترة من السنة وبالتزامنِ مع شهر رمضان؛ في الوقتِ ذاته واصلَت قوى الحريّة والتغيير الدخول في نقاشات ومفاوضات معَ المجلس العسكري الانتقالي من أجلِ الوصول لصيغة مشتركةٍ حولَ تقاسم السلطة في البلد في ظلّ رفض العسكر لمقترحات قوى الحريّة بتسليمِ السلطة للمدنيين كما طالب ويُطالب بهِ المحتجين منذ أن أسقطوا نظام عمر البشير. على الناحيّة الأخرى؛ تجاهلَ المجلس العسكري كل المطالبات الشعبيّة ونفس الأمر فعلهُ معَ المطالبات الدولية بعدما رفضَ الانصياع لطلباتٍ من مؤسسات ودول أخرى تنصحهُ فيها بالتخلي عن السلطة لصالحِ المدنيين؛ بل باشرَ عملهُ كسلطة قائمة وبدأَ في التواصل مع دول المنطقة كما تلقّى دعوات من منظمات عربية وإسلاميّة أخرى للمُشاركة في اجتماعاتها على غرار القمّة العربية في مكة والتي دعت لها الرياض بعدَ زيادة التوترات بينها وبينَ طهران وعقبَ استهداف جماعة الحوثي من اليمن لأهداف في العمق السعودي.
تسبّبت الاضطرابات في السودان في تدهور نسبي للاقتصاد فتدخلت السعودية التي أودعت 250 مليون دولار في المصرف المركزي السوداني في إطار حزمة مساعدات كانت قد تعهّدت بها المملكة وحليفتها الإمارات بعدما كانت قد قدّمت الدولتان دعمًا ماليًا قيمته ثلاثة مليارات دولار الشهر الماضي. بحلول 23 مايو/أيّار قامَ حميدتي نائب رئيس المجلس العسكري وقائد قوات الدعم السريع بأوّل زيارة خارجيّة له؛ وكانت صوبَ السعودية حيثُ التقى هناك وليّ العهد محمد بن سلمان آل سعود ودار بينَ الاثنان نقاش لعدّة ساعات قبلَ أن يعود حميدتي أدراجهُ نحو الخرطوم. هذا الأخير أكّد فيما بعد بقاء قوات بلاده ضمنَ التحالف العسكري في اليمن بقيادة الرياض بعدما كان المتظاهرون قد طالبوا بسحبها من هناك.
مباشرةً بعد عودة حميدتي؛ انطلقَ عبد الفتاح البرهان رئيس المجلس العسكري في أوّل زيارة له خارج البلاد هوَ الآخر وكانت هذهِ المرّة صوب مصر حيثُ أجرى محادثات مع الرئيس عبد الفتاح السيسي – القادِم للسلطة بانقلابٍ عسكري عام 2013 – بقصر الاتحادية الرئاسي شرق القاهرة. في السياق ذاته؛ أعلن مكتب السيسي عنِ التوافق على «أولوية دعم الإرادة الحرة للشعب السوداني واختياراته». في اليومِ الموالي؛ اتجهَ البرهان صوبَ الإمارات في زيارة رسمية استغرقت هي الأخرى يومًا واحدًا والتقى فيها بولي عهد أبوظبي محمد بن زايد من أجلِ بحث العلاقات الثنائية بين البلدين وتطورات الأوضاع في السودان. خلال اللقاء؛ أكّد بن زايد «دعم بلاده الكامل لجمهورية السودان في ظل الظروف والمتغيرات الحالية التي تمر بها، ووقوفها إلى جانبها في كل ما يحفظ أمنها واستقرارها، ويحقق طموحات شعبها إلى التنمية والتطور ويضمن الانتقال السياسي السلمي في إطار من التوافق والوحدة الوطنية.»
في صبيحة الثالث من يونيو/حزيران شنّت القوات السودانية هجومًا عنيفًا على المدنيين في مقر الاعتصام واستخدمت فيهِ الرصاص الحيّ ما تسبّب في وقوع 13 قتيلًا ومئات الجرحى ثمّ ارتفعَ هذا العدد إلى 30 قتيلًا وأزيد من 116 جريحًا حسب آخر إحصائيات لجنة أطباء السودان المركزيّة. في ذات السياق؛ قالَ تحالف قوى إعلان الحرية والتغيير في عدّة بيانات متتالية «إن المجلس العسكري غدر فجر اليوم بالآلاف من المعتصمات والمعتصمين من أبناء وبنات شعبنا الثوار بمحيط القيادة العامة للجيش، مطلقًا الرصاص بسخاء حقود ... ما تعرض له الثوار المعتصمون هوَ مجزرة دموية.» توالت الأخبار القادِمة من الخرطوم وانتشرت فيديوهات على مواقع التواصل تُظهر عناصر من الجيش وقوات الدعم السريع وهي تستهدفُ المدنيين مباشرةً بالرصاص الحيّ كما شوهدت أو بالأحرى صُوّرت قوى أمنية بأعداد كبيرة تنتشر مع آليات وأسلحة في شوارع عدة في العاصمة.
واصلَ المجلس العسكري محاولاته في فض الاعتصام ثمّ فتحَ النار داخل أحد المستشفيات التي كانت تستقبلُ المصابين كما منعَ المتطوعين من الوصول إلى آخر؛ فيما دعت قوى إعلان الحرية والتغيير إلى إقامة متاريس في كل الشوارع بالعاصمة والأقاليم، والخروج في مسيرات سلمية ومواكب بالأحياء والمدن والقرى. في المُقابل؛ نفى متحدث باسم المجلس العسكري أن يكون المجلس قد أقدمَ على فض الاعتصام «بالقوة» وقال «إن خطة أمنية استهدفت منطقة مجاورة باتت تشكل خطرا على أمن المواطنين وتحولت إلى بؤرة للفساد والممارسات السلبية التي تتنافى وسلوك المجتمع السوداني.»
تبرير المجلس العَسكري هذا لم يلقَ قبولًا داخل الشارع السوداني الذي أكّد على التصعيد من موقفهِ والعمل على إسقاط المجلس العسكري عبرَ الثورة السلمية كما أعلن قادة المظاهرات عنِ الإضراب السياسي والعصيان المدني الشامل والمفتوح اعتبارًا من يوم تنفيذ المجزرة حتّى إسقاط النظام. لم يكتفِ الشارع السوداني بالتنديد والوعيد بل خرجَت تظاهرات في كسلا، بورتسودان، سنار وعطبرة وأطلقَ المشاركون فيها هتافات مناهضة للمجلس وعلى رأسها «يسقط المجلس العسكري».
بعدَ الأحداث الداميّة التي شهدتها السودان عقبَ فض الجيش وقوات الدعم السريع للاعتصام في الخرطوم؛ خرجَ رئيس المجلس العسكري عبد الفتاح البرهان مساء يوم المجزرة مُعلنًا عن إيقاف التفاوض مع قوى إعلان الحرية والتغيير كما دعا إلى انتخابات عامة خلال 9 أشهر ووصفَ ما جرى «بعملية تنظيفٍ للشارع». لقد اتهمَ البرهان قوى الحريّة بإطالة أمد المفاوضات والعمل على احتكار السلطة ثم تعهّد في نفس الوقت بأنّ المجلس العسكري سيسلم السلطة إلى «من يرتضيه الشعب». في اليومِ الموالي – الرابع من يونيو/حزيران – أقدمَ المجلس العسكري على قطع الإنترنت على كامِل السودان تقريبًا وذلكَ بعد بدء العصيان المدني الشامل بقيادة تجمّع المهنيين. وفي وقتٍ متأخر من نفسِ اليوم أعلنت لجنة أطباء السودان المركزية عن ارتفاع عدد قتلى فض اعتصام القيادة العامّة إلى 128 شخصًا، في الوقتِ الذي تحدثت فيهِ مصادر أخرى عن حصول حالات اغتصاب في الشوارع على يدِ عناصر من قوات الدعم السريع التي يرأسها حميدتي نائب رئيس المجلس العسكري.

## المشاركون
شهدت هذه الاحتجاجات مشاركة واسعة لمختلف أطياف الشعب السوداني حيثُ حضرها الكبار والصغار والرجال والنساء ولم يتزعمّها أحد كما شهدت انضمام أحزاب سياسة معارضة وجمعيات أخرى مستقلة وغير حكومية بما في ذلك تجمع المهنيين السودانيين وهو تحالف يصفُ نفسه بالمهني المستقل وليس له أي هيكل تنظيمي؛ تكوّن في أكتوبر 2016 من خِلال اجتماع ثلاث مكوّنات وهي: لجنة أطباء السودان المركزية، شبكة الصحفيين السودانيين وتحالف المحاميين الديمقراطيين.

### المشاركة النسائية

كنداكة الثورة السودانية, الصورة التي أصبحت ايقونة ورمز للمرأة في الاحتجاجات السودانية

تميّزت التظاهرات كذلك بحضور مكثف للنساء السودانيات واللاتي لعبنَ دورًا أساسيًا في استمرار الاحتجاجات على مستوى الشارع وذلك بفعلِ حضورهنّ الدائم رفقة باقي الشباب والرجال من أجلِ المطالبة بتنحي الرئيس عمر البشير عن السلطة. دور السودانيات لم يقتصر على المشاركة في الاحتجاجات وفقط بل تعدّاه لما هو أبعد من ذلك وصار حضورهنّ ضروريًا عند كل تظاهرة لما يقدمنهُ من دعم للثوار من خِلال إسعاف الجرحى ونقل المصابين وكذا المُشاركة في تحميس وتشجيع باقي المشاركينَ من خِلال الزغاريد والأهازيج. ليسَ هذا فقط بل أظهرت صور ومقاطع فيديو تصدي الشابات السودانيات لعناصر قوات الأمن ومنعهم من التقدم في أحيانٍ كثيرة. هذه المُشاركة النسائيّة – والتي تُعدّ نادرة في مجتمع محافظ كالسودان – فأجأت النظام الذي شنّ حملة اعتقالات بالجملة طالت عددًا من الرموز أمثال آمال جبر الله عضو الحزب الشيوعي وإحسان فقيري رئيسة مبادرة «لا لقهر النساء» فيما اعتدى على أخريات بالضربِ بالعصي والهراوات وتعمّد إهانة باقي المتظاهرات.

## التغطيّة الإعلامية
منذ اندلاع الاحتجاجات في السودان؛ اعتمدت كافة المصادر الخبريّة على نشطاء مواقع التواصل الاجتماعي وعلى ما يتداوله الشباب السوداني في النت في ظلّ تغطية إعلامية وُصفت «بالهزيلة» من قِبل معظم القنوات العربيّة وبخاصة قناة الجزيرة – التي تتخذُ من العاصمة القطرية الدوحة مقرًا لها – التي نقلت أحداث الربيع العربي بشكلٍ مباشر وبمتابعة حصريّة ودائمة فيما لم تُخصص الوقت الكثير لما يجري في دولة السودان بالرغمِ من الأنباء عن سقوط قتلى منذ اليوم الأولى للانتفاضة. في هذا السياق؛ تعرّضت القناة لانتقادات واسعة من قِبل بعض الشخصيات العربية بما في ذلك الكاتب والصحفي المصري أسعد طه والمُحلل السياسي اليمني مختار الشنقيطي الذي أعرب عن عدمِ رضاه عن تغطية القناة لما يجري في السودان وكذا الناشط الحقوقي جمال عيد وغيرهم. في المُقابل؛ طردَ النظام السوداني مراسلًا صحفيًا يعملُ لدى قناة التلفزيون العربي بعد مشاركته في مداخلة على الهواء لتغطية المظاهرات والاحتجاجات كما منعَت أجهزة الأمن مزوّد الخدمة المتعاقد مع القناة من تقديم خدمات الإنتاج لمكتبه في الخرطوم ثمّ أمهلت موفد التلفزيون العربي إلى العاصِمة الخرطوم 24 ساعة لمغادرة البلاد.
في الأوّل من يونيو/حزيران أصدرَ المجلس العسكري الانتقالي أمرًا إلى أجهزة الأمن السودانية يقضي بإغلاق مكتب قناة الجزيرة في الخرطوم والتحفظ على الأجهزة والمقتنيات بعد حصرها وتسليمها للسلطات. تضمّن القرار أيضًا سحب تراخيص العمل لمراسلي وموظفي الشبكة. يأتي هذا القرار بعدما ضاعفت الجزيرة من تغطيتها للشأن السوداني وخاصّة قُبيل سقوط نظام البشير وما تلاه من أحداث. في نفسِ اليوم؛ أعربت الشبكة الإعلامية في بيانٍ لها عن استنكارها لقرار إغلاق مكتبها واعتبرته غير مبرر. لقد أثار غلقُ مكاتب القناة جدلًا كبيرًا حيثُ رأى البعض أنه تمهيد لفض الاعتصام القائم خارج قُرب مقر قيادة الجيش فيما رأى آخرون أنّ القناة تحرّض على نشر «الفوضى وإسقاط الدولة» وهيَ التي أُعيب عليها تجاهل نقل أحداث السودان طوال اليوم. يومانِ بعد ذلك حتّى هاجمت الشرطة وقوات الدعم السريع مقرّ الاعتصام وعملت على فضه مما تسبّبت في مقتل أزيد من 10 أشخاص في اللحظات الأولى للهجوم؛ وبالرغمِ من غلق مكاتب القناة؛ إلّا أن هذه الأخيرة نجحت في عمل بث مباشر من الميدان عبر أحد النشطاء لكنّه سرعان ما انقطع بعدما أرغمتهُ قوات الأمن على وقف التصوير ومغادرة المكان.

## شعارات
رفعت العديد من المظاهرات عبارة الشعب يريد إسقاط النظام وكذلك يا «خرطوم ثوري ثوري لن يحكمنا لصوص كافوري».

### تسقط بس
شعار «تسقط بس» هو شعار رفعه بعض المتظاهرين في السودان؛ وصار أحد أشهر شعارات الاحتجاجات التي تُطالب بإسقاط الحكومة السودانية. يتكوّن العبارة من مفردتين: «تسقط» وتعني المطالبة بالوقوع ثمّ «بس» وتعني فقط في العامية السودانية. جديرٌ بالذكر هنا أنّ شعار تسقط بس يوازي شعار الشعب يريد إسقاط النظام الذي استُخدم خلالَ ثورات الربيع العربي.

### حرية - سلام - عدالة
رفعَ السودانيون شعار «حرية - سلام - عدالة... الثورة خيارُ الشعب» في انتفاضتهم ضدّ نظام الرئيس عمر البشير ومن ثمّ ضد المجلس العسكري الانتقالي. وفي وقتٍ وجيزٍ؛ صار هذا الشعار من بينِ أكثر الشعارات التي يتغنى بها المتظاهرون كما باتوا يفتتحونَ المواكب به. لاقى الشعار رواجًا كبيرًا حيثُ انتشرت مقاطع مصورة لأطفال يهتفون به كما حُوّلت بعض الشعارات لقصائد طويلة لدعمِ الثورة السودانيّة.

### الطلقة ما بتقتل، بقتل سُكات الزول
يتفاعلَ المتظاهرون أيضًا مع شعارات أخرى من بينها شعار «الطلقة ما بتقتل بقتل سُكات الزول» وهي عبارة تعني ضمنيًا أنّ الذي يقتل هو صمت الشعب عن حقوقه وليس طلقات ورصاص الجيش كما هو معتاد. زادت شهرة هذا الشعار بعدما أعلن ضابطٌ بالجيش السوداني استقالته في فيديو نُشر على مواقع التواصل ويظهرُ فيه الضابط الذي افتتحَ كلامه بعبارة «الطلقة ما بتقتل ... بقتل سكات الجيش».

### دم الشهيد بكم، ولا السؤال ممنوع
انتشرَ شعار «دم الشهيد بكم، ولا السؤال ممنوع؟» خلال التظاهرات أيضًا وهو شعار مستمدٌ من قصيدةٍ للشاعر السوداني أزهري محمد وفيها يستنكرُ حالة قتل المتظاهرين العُزّل على يدِ قوات الأمن.

## ردود الفعل
- أمريكا: دعت حكومة الولايات المتحدة الجيش السوداني إلى إفساح المجال لحكومة انتقالية بقيادة مدنية «تكون شاملة وتحترم حقوق الإنسان وسيادة القانون»[74]
- بريطانيا: حث السفير البريطاني في السودان الحكومة السودانية على تجنب العنف مع المتظاهرين والإفراج عن المعتقلين السياسيين قائلاً "لا مزيد من استخدام القوة، ويجب عمل تحقيقات ذات مصداقية في عمليات القتل، والإفراج عن المعتقلين السياسيين، والحرية للإعلام واحترام حرمة المستشفيات وعمل الكوادر الطبية كلها خطوات أساسية [75]
- تركيا: عرضت تركيا الوقود والقمح لحل الأزمات، بحسب وزير النفط السوداني.
- السعودية: أصدرت السعودية بيان تقول فيه أن «المملكة العربية السعودية ومن منطلق العلاقات التاريخية التي تربط بين البلدين والشعبين الشقيقين، تؤكد تأييدها لما ارتآه الشعب السوداني الشقيق حيال مستقبله، وما اتخذه المجلس العسكري الانتقالي من إجراءات تصب في مصلحة الشعب السوداني الشقيق». وأضاف البيان: «تعلن المملكة دعمها للخطوات التي أعلنها المجلس في المحافظة على الأرواح والممتلكات، والوقوف إلى جانب الشعب السوداني، وتأمل أن يحقق ذلك الأمن والاستقرار للسودان الشقيق، وتدعو الشعب السوداني بجميع فئاته وتوجهاته إلى تغليب المصلحة الوطنية بما يحقق تطلعاته وآماله في الرخاء والتنمية والازدهار». وأشير في البيان إلى أن الملك سلمان أصدر توجيهات للجهات المعنية في المملكة «بتقديم حزمة من المساعدات الإنسانية تشمل المشتقات البترولية والقمح والأدوية». كما أوصت السفارة السعودية في العاصمة السودانية الخرطوم رعاياها من خِلال تجنب الذهاب إلى مناطق الاحتجاجات وتفادي الاحتكاك بالمتظاهرين.
- قطر: أعلن أمير قطر تميم بن حمد دعمه للمشير عمر البشير، الذي كانت أول رحلة دولية له منذ بدء الانتفاضة لزيارة أمير قطر سعياً وراء دعم اقتصادي ودبلوماسي وعسكري، كما كان البشير يبحث عن دعم مالي فوري وعاجل. دعم من أجل تخفيف الضغط عليه. ولم يتم الإعلان عن أي دعم مالي بعد هذا الاجتماع.[76] وأكّدت وكالة السودان للأنباء على أنّ الرئيس السوداني عمر البشير تلقى يوم السبت الموافق لـ 19 ديسمبر/كانون الثاني اتصالًا هاتفيًا من أمير دولة قطر للاطمئنان على الأوضاع في البلاد وجاهزية الدوحة لتقديم كل ما هو مطلوب لمساعدة السودان على تجاوز المحنة التي تمر بها على حدّ تعبير الوكالة.[76][77]
- الكويت: دعت دولة الكويت مواطنيها الموجودين في السودان إلى مغادرتها حفاظاً على سلامتهم مهيبة في الوقت ذاته بالكويتيين إلى عدم السفر إلى السودان في الوقت الراهن.[78]
- البحرين: أعلنت البحرين أنها «تتابع باهتمام شديد التطورات الراهنة التي تشهدها جمهورية السودان الشقيقة»، مشددة على «موقفها الثابت الداعم لها ولكل ما فيه الحفاظ على سيادتها وأمنها واستقرارها وكل ما يضمن مصلحة الشعب السوداني الشقيق في التقدم والرخاء والازدهار».[79]
- روسيا: عرضت الوقود والقمح، وفقاً لوزير النفط السوداني.[80]

## معرض صور

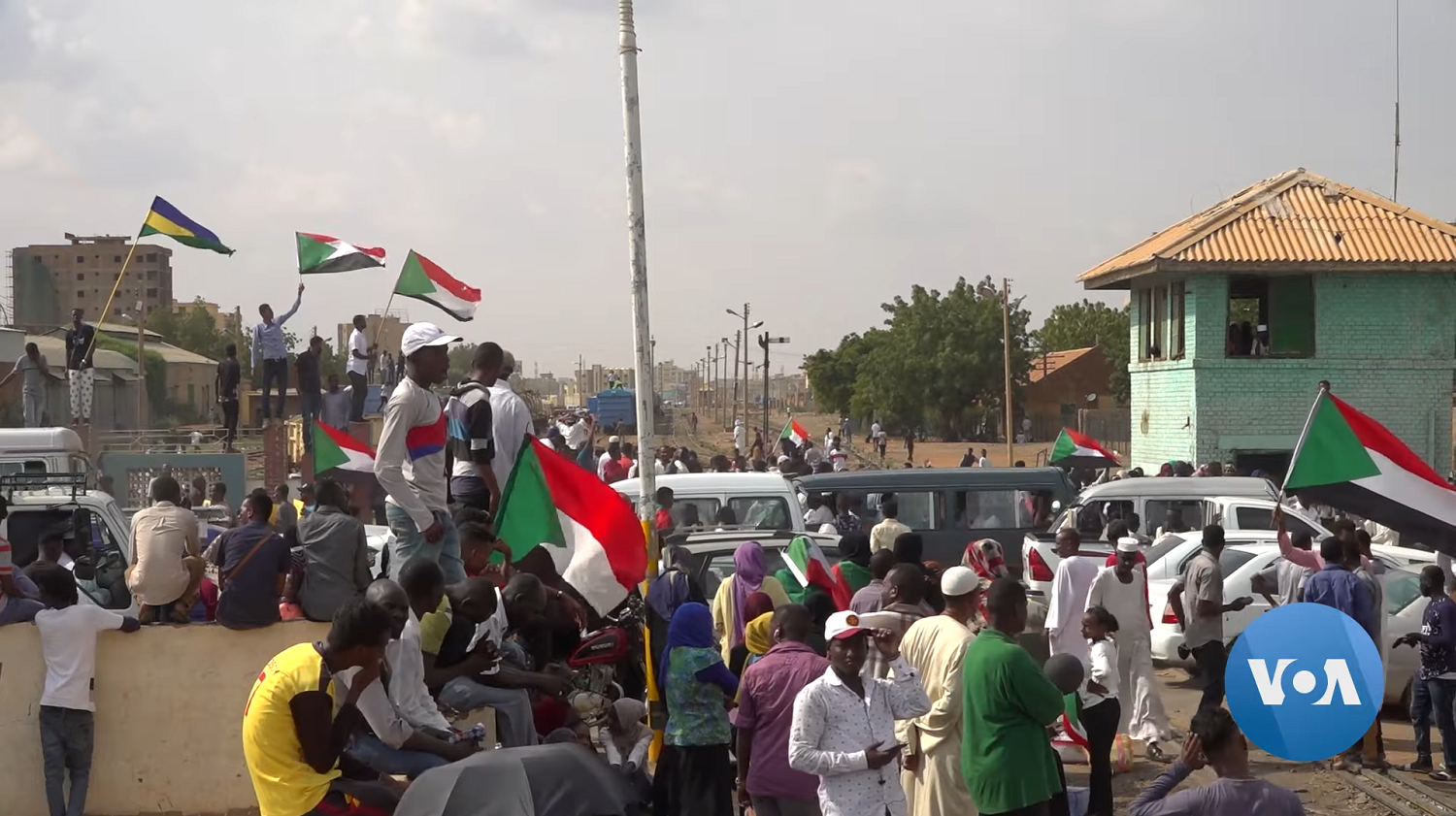
احتفال بتوقيع الاتفاق السياسي
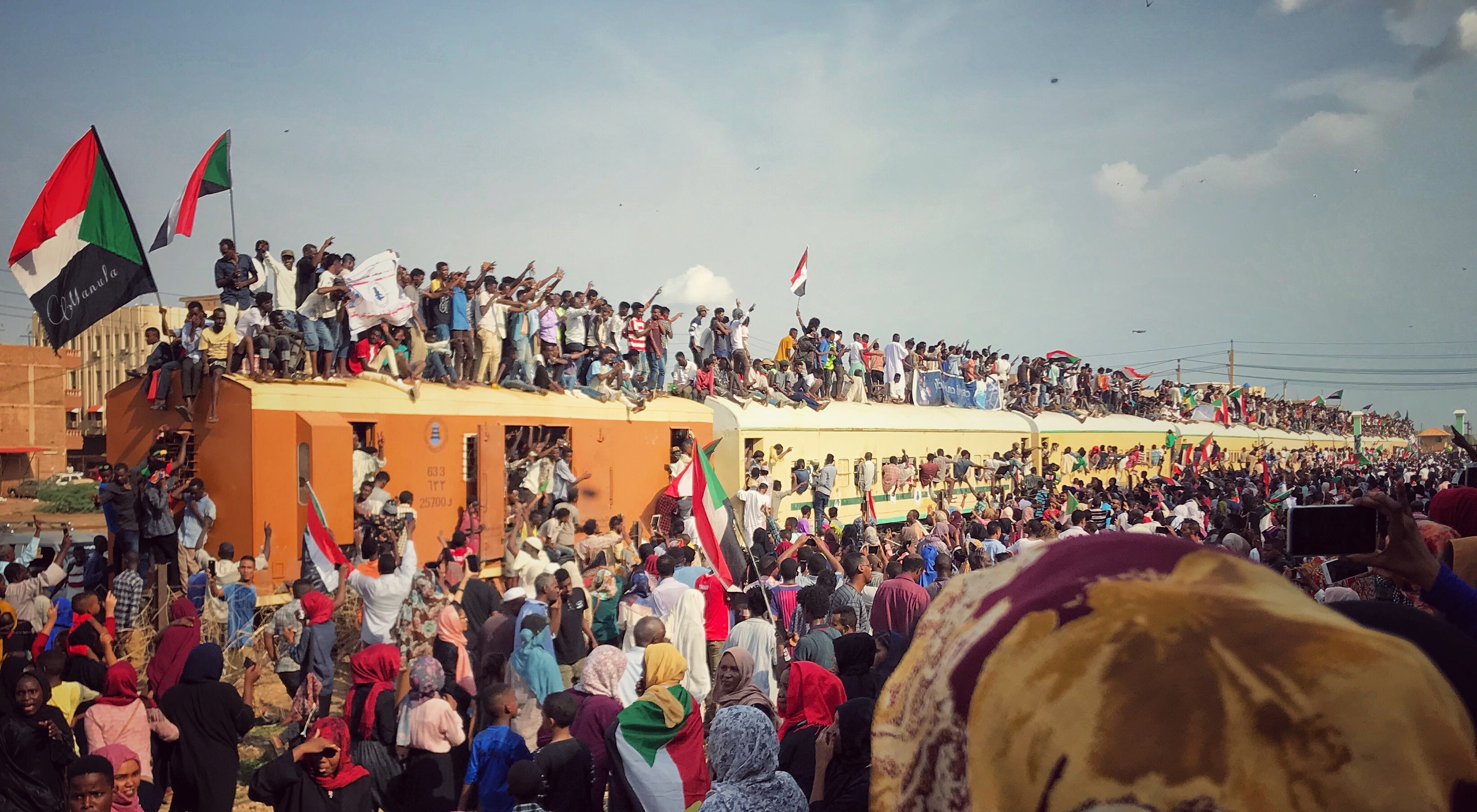
قطار عطبرة (قطار الحرية)
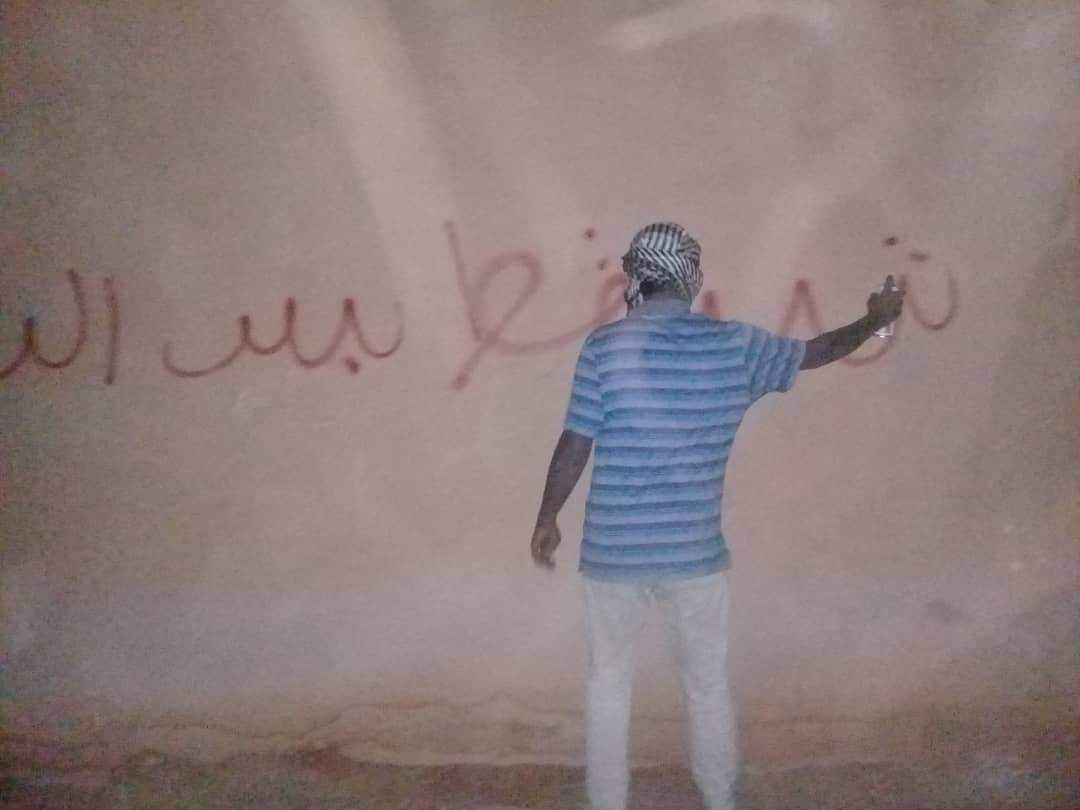
تسقط بس
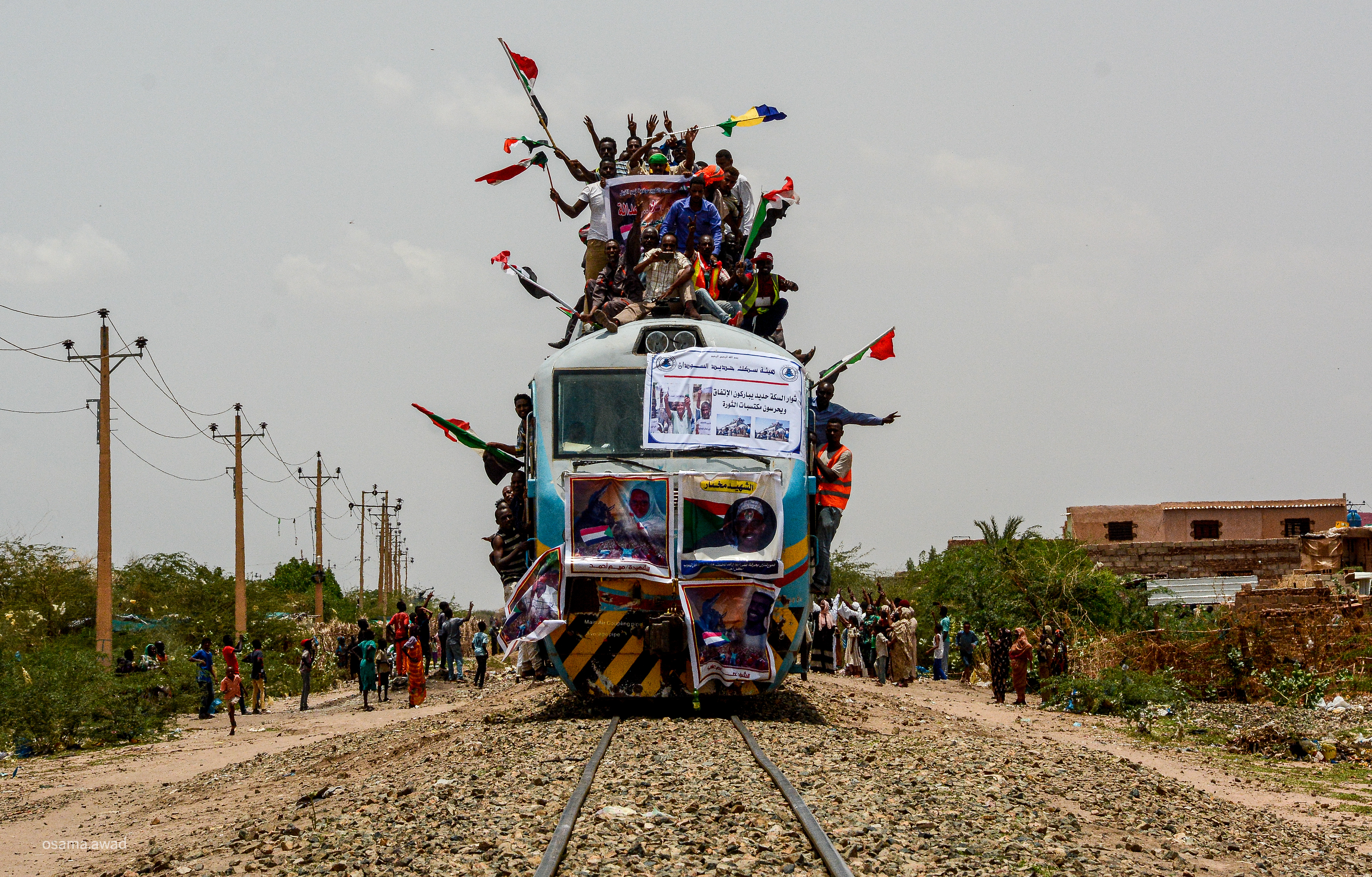
قطار عطبرة